# Austin-Bergstrom nemzetközi repülőtér
Az Austin-Bergstrom nemzetközi repülőtér (IATA: AUS, ICAO: KAUS) az Amerikai Egyesült Államok egyik nemzetközi repülőtere, amely Austin közelében található. Éves utasforgalma 21 089 289 fő (2022).

## Futópályák
A repülőtér futópályái:
- 17L/35R (9000 ft, 150 ft, beton)
- 17R/35L (12 250 ft, 150 ft, beton)

## Forgalom
Az utasforgalom az elmúlt években az alábbi módon változott:
| Utasok száma | 6 066 035 | 7 658 265 | 6 847 474 | 7 683 545 | 9 039 075 | 8 702 365 | 10 017 958 | 11 897 959 | 6 472 579 | 21 089 289 |
|              | 1998      | 2000      | 2003      | 2005      | 2008      | 2010      | 2013       | 2015       | 2020      | 2022       |

## Légitársaságok és úticélok
2024-ben a Austin-Bergstrom nemzetközi repülőtérről az alábbi járatok indulnak:

### Személy
| Légitársaság         | Célállomások | Források |
| -------------------- | --- | -------- |
| Aeroméxico Connect   | Mexico City | [ 1 ]    |
| Air Canada           | Montréal–Trudeau (kezdődik 2024. május 2-től), Toronto–Pearson Szezonális: Vancouver | [ 3 ]    |
| Alaska Airlines      | Portland (OR), San Diego, San Francisco, Seattle/Tacoma | [ 4 ]    |
| Allegiant Air        | Asheville, Cincinnati, Des Moines, Eugene (kezdődik 2024. május 31-től), Grand Rapids, Indianapolis, Knoxville, Las Vegas, Louisville, Orange County, Orlando/Sanford, Provo, Sarasota, Sioux Falls, Washington–Dulles Szezonális: Bozeman, Omaha, Pittsburgh | [ 6 ]    |
| American Airlines    | Boston, Cancún, Charlotte, Chicago–O'Hare, Dallas/Fort Worth, Las Vegas, Los Angeles, Miami, New York–JFK, Orange County, Orlando, Philadelphia, Phoenix–Sky Harbor, San José del Cabo Szezonális: Puerto Vallarta | [ 7 ]    |
| American Eagle       | Chicago–O'Hare, Dallas/Fort Worth, Indianapolis, Miami, Nashville, New Orleans, Raleigh/Durham Szezonális: Aspen, Eagle/Vail, Palm Springs, Panama City (FL), Reno/Tahoe | [ 7 ]    |
| British Airways      | London–Heathrow | [ 8 ]    |
| Copa Airlines        | Panama City–Tocumen | [ 9 ]    |
| Delta Air Lines      | Atlanta, Boston, Detroit, Las Vegas, Los Angeles, Minneapolis/St. Paul, New York–JFK, Orlando, Salt Lake City, Seattle/Tacoma | [ 10 ]   |
| Delta Connection     | Cincinnati, McAllen, Midland/Odessa, Nashville, Raleigh/Durham | [ 10 ]   |
| Frontier Airlines    | Cleveland (kezdődik 2024. május 16-tól), Denver, Las Vegas | [ 13 ]   |
| Hawaiian Airlines    | Honolulu | [ 14 ]   |
| JetBlue              | Boston, Fort Lauderdale (vége 2024. június 13-tól), New York–JFK | [ 16 ]   |
| KLM                  | Amszterdam | [ 17 ]   |
| Lufthansa            | Frankfurt | [ 18 ]   |
| Southwest Airlines   | Albuquerque, Amarillo, Atlanta, Baltimore, Burbank, Chicago–Midway, Chicago–O'Hare, Columbus–Glenn, Dallas–Love, Denver, El Paso, Fort Lauderdale, Harlingen, Houston–Hobby, Indianapolis, Kansas City, Las Vegas, Long Beach, Los Angeles, Lubbock, Miami, Midland/Odessa, Minneapolis/St. Paul, Nashville, New Orleans, Oakland, Oklahoma City, Ontario, Orange County, Orlando, Phoenix–Sky Harbor, Pittsburgh, Raleigh/Durham, Sacramento, Salt Lake City, San Diego, San Jose (CA), San Juan, St. Louis, Tampa, Tulsa, Washington–National Szezonális: Boston (újrakezdődik 2024. június 8-tól), Cancún, Charleston (SC), Cozumel (vége 2024. augusztus 4-től), Jacksonville (FL), Montrose, Omaha (kezdődik 2024. november 23-tól), Panama City (FL), Pensacola, Puerto Vallarta, San José del Cabo | [ 25 ]   |
| Spirit Airlines      | Baltimore, Cancún, Fort Lauderdale, Las Vegas, Newark, Orlando Szezonális: Sacramento | [ 26 ]   |
| Sun Country Airlines | Szezonális: Minneapolis/St. Paul | [ 27 ]   |
| United Airlines      | Chicago–O'Hare, Denver, Houston–Intercontinental, Los Angeles, Newark, San Francisco, Washington–Dulles | [ 28 ]   |
| United Express       | Chicago–O'Hare, Denver, Houston–Intercontinental, Los Angeles, San Francisco, Washington–Dulles | [ 28 ]   |
| Viva Aerobus         | Monterrey | [ 29 ]   |
| WestJet              | Szezonális: Calgary | [ 30 ]   |

### Cargo
| Légitársaság          | Célállomások                                                              | Források |
| --------------------- | ------------------------------------------------------------------------- | -------- |
| Amazon Air            | Cincinnati, Lakeland, San Bernardino                                      |          |
| Atlas Air             | Cincinnati, Laredo, Miami                                                 | [ 31 ]   |
| DHL Aviation          | Cincinnati, Tulsa, Memphis                                                | [ 32 ]   |
| FedEx                 | Brownwood, El Paso, Fort Worth/Alliance, Los Angeles, Memphis, San Angelo |          |
| United Parcel Service | Dallas/Fort Worth, Houston–Intercontinental, Louisville                   |          |